# Миллион лет до нашей эры (фильм, 2004)
«Миллион лет до нашей эры» (фр. RRRrrrr!!!) — кинокомедия Алена Шаба, премьера которой состоялась 28 января 2004 года. Действие происходит в племени  первобытных людей. Лента изобилует пародиями на современное общество, а также на кинематографические штампы. Фильм получил массу негативных отзывов. Ален Шаба позднее признавался, что шквал критики так сильно сломил его, что он забросил режиссуру на 8 лет.

## Сюжет
35 000 лет назад… Процветающее племя Чистоволосых беззаботно радуется жизни, в то время как их соседи из племени Грязноволосых одержимы идеей завладеть секретом производства шампуня. Сотни лет два племени ведут войну за шампунь.
После очередной стычки, крайне неудачной для Грязноволосых, они посылают в соседнее племя шпиона — дочь вождя, чтобы та разузнала формулу шампуня.
Но однажды в племени Чистых Волос происходит невиданное доселе — убийство. Племя в недоумении, зачем было убивать девушку, если рано или поздно она бы всё равно умерла?
За расследование берутся два разгильдяя, назначенные вождём эдакой «первобытной полицией».

## В ролях

### Чистоволосые
Все члены племени чистоволосых носят имя Гоги, в оригинале — Pierre. Помимо имени у некоторых членов племени есть прозвища, обусловленные их внешностью или родом занятий.
| Актёр                      | Роль                                              |
| -------------------------- | ------------------------------------------------- |
| Ален Шаба                  | Колдун                                            |
| Жан-Поль Рув               | Белоснежка                                        |
| Пьер-Франсуа Мартен-Лаваль | Кудряшка                                          |
| Морис Бартелеми            | вождь                                             |
| Элиза Ларниколь            | жена вождя                                        |
| Паскаль Винсан             | ночник                                            |
| Валери Лемерсье            | преподавательница в школе швей-гитаристок         |
| Maroussia Dubreuil         | Гога-преступница, ученица в школе швей-гитаристок |

### Грязноволосые
Немногочисленное племя, живущее среди красных скал. Все члены племени грязноволосых носят имя Гиви, в оригинале — Tonton.
| Актёр             | Роль                                                       |
| ----------------- | ---------------------------------------------------------- |
| Жан Рошфор        | Люси, старый вождь                                         |
| Жерар Депардье    | новый вождь                                                |
| Марина Фоис       | Ры, дочь нового вождя (этим именем назвалась чистоволосым) |
| Damien Jouillerot | зверолов                                                   |
| Samir Guesmi      | зверолов                                                   |

### Другие
| Актёр              | Роль                        |
| ------------------ | --------------------------- |
| Dominique Farrugia | продавец в дубинной лавке   |
| Joeystarr          | покупатель в дубинной лавке |